# Arla Foods

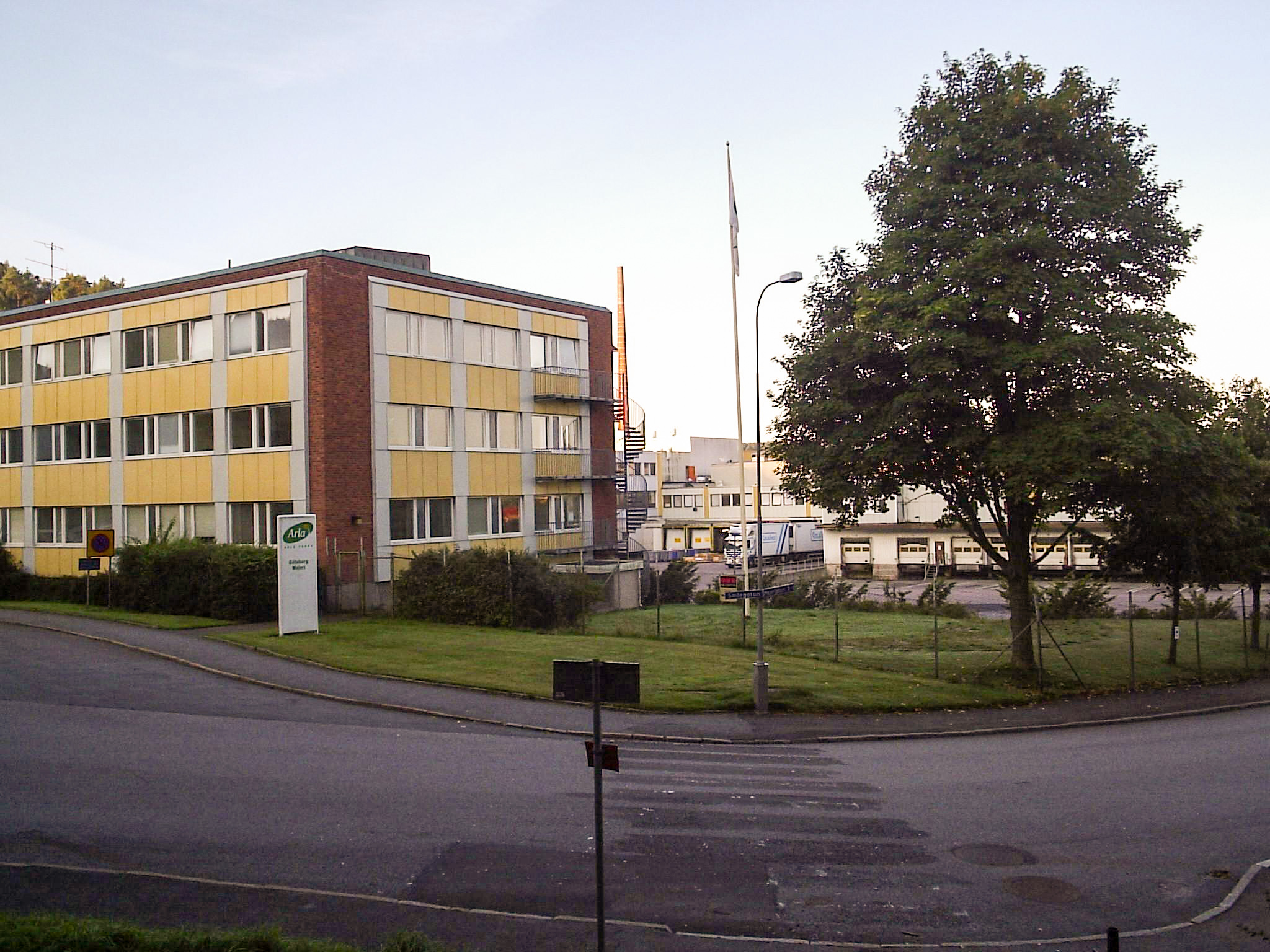
Молочный завод Arla в шведском Гётеборге

Arla Foods, «Арла Фудс» — датско-шведская компания, крупный производитель молочных продуктов (крупнейший в Скандинавии). Штаб-квартира — в городе Орхусе (Дания). Совладельцами компании являются 8,5 тыс. фермеров.

## История
В 1880-х годах шведские и датские фермеры, занятые производством молока, начали создавать небольшие кооперативы, чтобы инвестировать в строительство общего молокозавода. Первая кооперативная молочная ферма была создана в Швеции в местечке Стора Арла Гард в Вестманланде в 1881 году, она получила название Arla Mejeriförening. В Дании первая кооперативная молочная ферма была создана в Хьеддинге, недалеко от Эльгода (Южная Ютландия), в 1882 году.
26 апреля 1915 года в Стокгольме производящие молоко фермеры создали крупнейшую в Швеции кооперативную молочную организацию Lantmännens mjölkförsäljningsförening (Ассоциация розничной торговли фермерским молоком), которая управляла молочными заводами, а также сетью магазинов по продаже молочных продуктов.
В 1927 году была зарегистрирована компания Mjölkcentralen («Молочный центр»). С 1950-х годов к Mjölkcentralen стало присоединяться все больше кооперативных молочных заводов в разных частях Швеции. В 1975 году Mjölkcentralen изменила свое название на Arla. Это название ранее использовалось не только первой шведской кооперативной молочной фермой, но и крупнейшим розничным продавцом молочной продукции в городе Гётеборг в 1909—1965 годы.
К концу 1990-х годов компания Arla занимала 65 % рынка молочной продукции в Швеции.
1 октября 1970 года четыре производителя молочной продукции и три отдельных молочных завода в Дании основали компанию Mejeriselskabet Danmark (MD). В 1988 году компания сменила название на MD Foods. В 1992 году MD Foods и вторая по величине молочная компания Дании, Kløver Mælk, подписали финансово обязывающее соглашение о сотрудничестве, а в 1999 году две компании объединились в MD Foods. Объединённая компания стала производителем 90 % датского молока, при этом 90 % продукции (преимущественно масло) экспортировалось.
Компания Arla Foods была образована весной 2000 года в результате слияния датской компании MD Foods и шведской Arla. Представляет собой кооператив, принадлежащий 10 600 производителям молока в Швеции и Дании. Штаб-квартира объединённой компании расположилась в городе Орхус (Дания).

### Бойкот 2006 года
В 2006 году Arla Foods в полной мере испытала на себе последствия скандала с «датскими карикатурами» на пророка Мухаммеда. После отказа датского правительства осудить карикатуры на пророка товары кооператива вместе с другой датской продукцией подверглись бойкоту сначала в Саудовской Аравии, а затем — и в других ближневосточных странах (Ближний Восток — крупнейший рынок сбыта для Arla вне Европы). 3 февраля 2006 года представитель компании заявил, что продажи компании на Ближнем Востоке полностью остановились, что приносит ей ежедневный убыток в $2 млн.

## Деятельность
В 2022 году Arla Foods переработала 13,5 млн т молока, поголовье коров насчитывает 1,5 млн. Кооперативу принадлежит 60 молокозаводов. Продукция реализуется в 144 странах, в основном через сети супермаркетов, продажи другим компаниям пищевой промышленности дают 18 % выручки. Основными брендами являются Arla, Luprak (сливочное масло), Castello (сыры), Puck (Ближний Восток и север Африки), а также готовый кофе под брендом Starbucks. Оборот кооператива за 2022 год составил около 13,8 млрд евро, ключевыми рынками были Великобритания (€3,47 млрд), Германия (€1,74 млрд), Швеция (€1,72 млрд), Дания (€1,31 млрд), Нидерланды (€775 млн), Саудовская Аравия (€468 млн), Финляндия (€337 млн), Китай (€328 млн), Оман (€302 млн), США (€278 млн), на остальные страны пришлось €3,07 млрд.
Совладельцами кооператива являются около 8,5 тыс. фермеров, из них 2108 — в Швеции, 2105 — в Дании, 2053 — в Великобритании, 1429 — в Германии, 797 — в Нидерландах, Бельгии и Люксембурге. Общая численность персонала — 20,9 тыс. человек. Помимо европейских ферм у кооператива есть планы развития в других странах (Нигерия, Индонезия, Бангладеш). В качестве сырья кроме молока используется какао, соя, пальмовое масло и другая аграрная продукция.

### Arla Foods в России
В 2007 году Arla Foods создала совместное предприятие с российской дистрибьюторской компанией «Артис», организовав СП «Arla Foods — Артис», которая занимается дистрибуцией продуктов компании Arla Foods в России.
В 2011 году Arla Foods и российский холдинг «Молвест» договорились о создании СП по производству сыров на базе сырзавода «Калачеевский» в Воронежской области.
В августе 2014 года, после введения продуктового эмбарго России в отношении стран Европейского союза, Arla Foods прекратила ввоз продукции из Европы, при этом увеличила производство на заводе в Воронежской области. Также в продаже появилось безлактозное молоко, которое раньше компания в России не продавала.
В 2022 году российский филиал был отделён и продан местному менеджменту; его оборот в 2021 году составлял 56 млн евро (0,5 % выручки всего кооператива).